# Раднево
Раднево (болг. Раднево) — город в Болгарии. Находится в Старозагорской области, входит в общину Раднево. Население составляет 11 654 человека (2022).

## Политическая ситуация
Кмет (мэр) общины Раднево — д-р Юлиан Илчев  (инициативный комитет) по результатам выборов в правление общины.

## Знаменитые жители
- В Раднево родился знаменитый болгарский поэт Гео Милев (1895-1925)
- Здесь родились певицы Сильвия (в 1978) и Деси Слава (в 1979).